# Otzenhausen
Otzenhausen är en ort i den Saarländska kommunen Nonnweiler i Landkreis St. Wendel i Tyskland. Orten ligger vid motorvägskorsningen där motorvägarna A1 och A62 möts.
Otzenhausen var en kommun fram till 1 januari 1974 när den uppgick i Nonnweiler.